# Eugene Hasenfus
Eugene H. Hasenfus (* 22. Januar 1941) ist ein ehemaliger Pilot und Bauarbeiter aus Wisconsin, der im Auftrag der CIA illegal per Flugzeug Waffen für die im Contra-Krieg in Nicaragua kämpfenden Contras transportierte.

## Leben
Hasenfus war der einzige Überlebende des am 5. Oktober 1986 über Nicaragua abgeschossenen Frachtflugzeuges des Typs Fairchild C-123. Er trug unter Missachtung der Vorschriften als einziges der drei Besatzungsmitglieder einen Fallschirm. An Bord der Maschine fand man Waffen und weitere militärische Ausrüstung sowie zahlreiche Dokumente und Briefe von pensionierten CIA-Mitarbeitern. Er wurde von der Regierung Nicaraguas verhaftet, angeklagt und zu 25 Jahren Gefängnis verurteilt. Im Dezember 1986 wurde er von Daniel Ortega begnadigt und freigelassen. Hasenfus’ Gefangennahme spielte eine wichtige Rolle in der Aufdeckung der Iran-Contra-Affäre.
Hasenfus machte später durch mehrere Fälle von Exhibitionismus Schlagzeilen. Er wurde am 10. Juli 2000 der öffentlichen Entblößung in Brookfield (Wisconsin) beschuldigt, gefolgt von einem weiteren Fall im Januar 2003 auf einem Parkplatz eines Lebensmittelladens in Howard (Wisconsin), worauf er eine Bewährungsstrafe erhielt. Nach einem dritten Vorfall am 25. Mai 2005 auf einem Parkplatz der Wal-Mart-Kette in Marinette County (Wisconsin) erhielt er eine Gefängnisstrafe, die er bis zum 17. Dezember 2005 im Green Bay Gefängnis in Wisconsin absaß.